# Maya Golden Landscape
Maya Golden Landscape ist ein Areal in Belize mit einer Fläche von ca. 2750 km² bestehend aus einem Verbund von Schutzgebieten, landwirtschaftlichen Flächen, Privatland und kleinen Gemeinschaften im Toledo District in Belize, die unter der Verwaltung des Ya'axché Conservation Trust stehen.
Die Gebiete umfassen das Bladen Nature Reserve, das Colombia River Forest Reserve, Cockscomb Basin Wildlife Sanctuary, Deep River Forest River Reserve, Port Honduras Marine Reserve zusammen mit landwirtschaftlichen Flächen in Plantagen und Subsistenzbetrieben. Der größte Teil der Region ist bedeckt von verschiedenen Typen von Laubwäldern, die nach Topographie, Bodentypen und „Disturbance History“ (Hurrikan-Schäden oder landwirtschaftlichen Eingriffen) unterschieden werden. Zum Beispiel gehören auch Feuer zu den regelmäßigen Bedrohungen, weil im Zuge von Brandrodung immer wieder große Flächen abbrennen.

## Geschichte
Regionale Anführer der Maya begannen 1997 ein Schutzkonzept auszuarbeiten. Sie wurden dabei von der Organisation Fauna and Flora International unterstützt. Seither verwaltet der Ya’axché Conservation Trust diesen Korridor mit Unterstützung des Managements der einzelnen Schutzgebiete innerhalb der Maya Golden Landscape.

## Geographie
Die vier Schutzgebiete der Maya Golden Landscape sind verbunden durch die Maya Mountains. Außerdem umfasst das Gebiete Karst-Gebiete, Höhlen, Dolinen und Einzugsgebiete der Flüsse am Fuße der Maya Mountains, die auch den benachbarten Gewässern zufließen.

### Habitate
Die Maya Golden Landscape umfasst Habitate von spektakulärer Diversität. Die Karstgebiete sprechen auch dafür, dass sich darüber hinaus auch unterirdische Ströme bis zum Karibischen Meer erstrecken. Die Habitate umfassen tropischen Regenwald, Belize-Kiefernwälder, Küsten-Feuchtgebiete und Mangrovenwälder.
Das Schutzgebiet erstreckt sich auch auf Meeresschutzgebiete, die sich durch die bedeutenden Barrieriffe auszeichnen. Dieses Meso-Amerikanische Barriereriff-System ist dabei ein Schlüsselelement für den Meeresschutz.

## Bedrohungen – Disturbance History
Die ersten dokumentierten Waldbrände wurden 1998 bis 2001 beobachtet. Sie entstehen gewöhnlich in der Trockenzeit zwischen März und Mai, oft aufgrund von Feuern die zur Vorbereitung von Landwirtschaftlichen Flächen gelegt werden und sich dann auf angrenzende landwirtschaftliche Gebiete und nahegelegene Wälder ausbreiten. Die abgebrannten Gebiete erscheinen auf der Karte zunächst unbedeutend, insgesamt waren jedoch 1998 550 ha betroffen, 1999 453 ha, 2000 388 ha und 2001 noch 6,4 ha.
In der Zeit zwischen 2002 und 2007 wurden ca. 11.907 ha Wald durch Feuer geschädigt. Einen großen Beitrag zur Ausbreitung der Feuer lieferte der Hurrikan Iris, der das Gebiet im Oktober 2001 durchquerte und auf seinem Weg große Massen toter Vegetation hinterließ. in der Trockenzeit trocknete das Totholz und diente im Jahr 2002 als zusätzlicher Brennstoff und gefährdete damit ein großes Savannen-Gebiet, und 2003 die Hügel von Golden Stream. Weitere große Feuer ereigneten sich 2003 und 2005.
Feuer in der Zeit von 2008 bis 2015 schädigten ca. 5078 ha, wobei 2008 besonders große Brandherde gemeldet wurden. Außerdem wurden Feuer in den Karsthöhen westlich von Golden Stream und Medina Bank gemeldet, wo es bereits 2003 gebrannt hatte. 2013 war die Trockenheit besonders groß und dementsprechend kam es zu vermehrten Bränden. Besonders große Brände wurden in der Nähe von Indian Creek und  südöstlich von Tambram gemeldet.

## Bedeutung
Maya Golden Landscape ist eines der größten Gebiete im Land, die noch über intakte Tropische Wälder verfügen. Das Gebiet besteht aus einem facettenreichen Mosaik von Schutzgebieten und bildet einen Korridor für die Tierwelt, der Wanderungen und Genaustausch ermöglicht. Mit mehr als 250 Vogelarten, 93 Säugetierarten und 92 Reptilien- und Amphibienarten allein in einem der Schutzgebiete, dient der Korridor als Hotspot des Artenschutzes. Ein wichtiger Fokus liegt auch bei dem international bedeutenden Jaguar-Reservat Cockscomb Basin Wildlife Sanctuary.